# Mallik
Mallik lub Mallikjuaq (duża fala – nazwa pochodząca od formacji skalnych, przypominających Ayers Rock) – jedna z niezamieszkanych wysp kanadyjskiego Archipelagu Arktycznego. Administracyjnie należy do terytorium Nunavut, regionu Qikiqtaaluk. Znajduje się w cieśninie Hudsona, pomiędzy półwyspem Foxe na Ziemi Baffina a wyspą Dorset. Z tą ostatnią jest podczas odpływu połączona piaszczysto-kamienistym przejściem.
Inuicka osada Kinngait znajduje się około 4,5 km od wyspy.
Krajobrazowo w zachodniej części wyspy występują niskie góry z najwyższym szczytem wznoszącym się na 274 m n.p.m. Oprócz gór na wyspie znajdują się wodospady i górskie jeziora. Na Mallik występują m.in.: białuchy, karibu, sokoły wędrowne, foki i niedźwiedzie polarne.
Na wyspie znajduje się park krajobrazowy, na którego obszarze znajdują się stanowiska archeologiczne kultury Dorset, kultury Thule oraz inuickie, datowane nawet na 3000 lat.